# Geophis immaculatus
Geophis immaculatus este o specie de șerpi din genul Geophis, familia Colubridae, descrisă de Downs 1967. A fost clasificată de IUCN ca specie cu risc scăzut. Conform Catalogue of Life specia Geophis immaculatus nu are subspecii cunoscute.